# Eli Yablonovitch

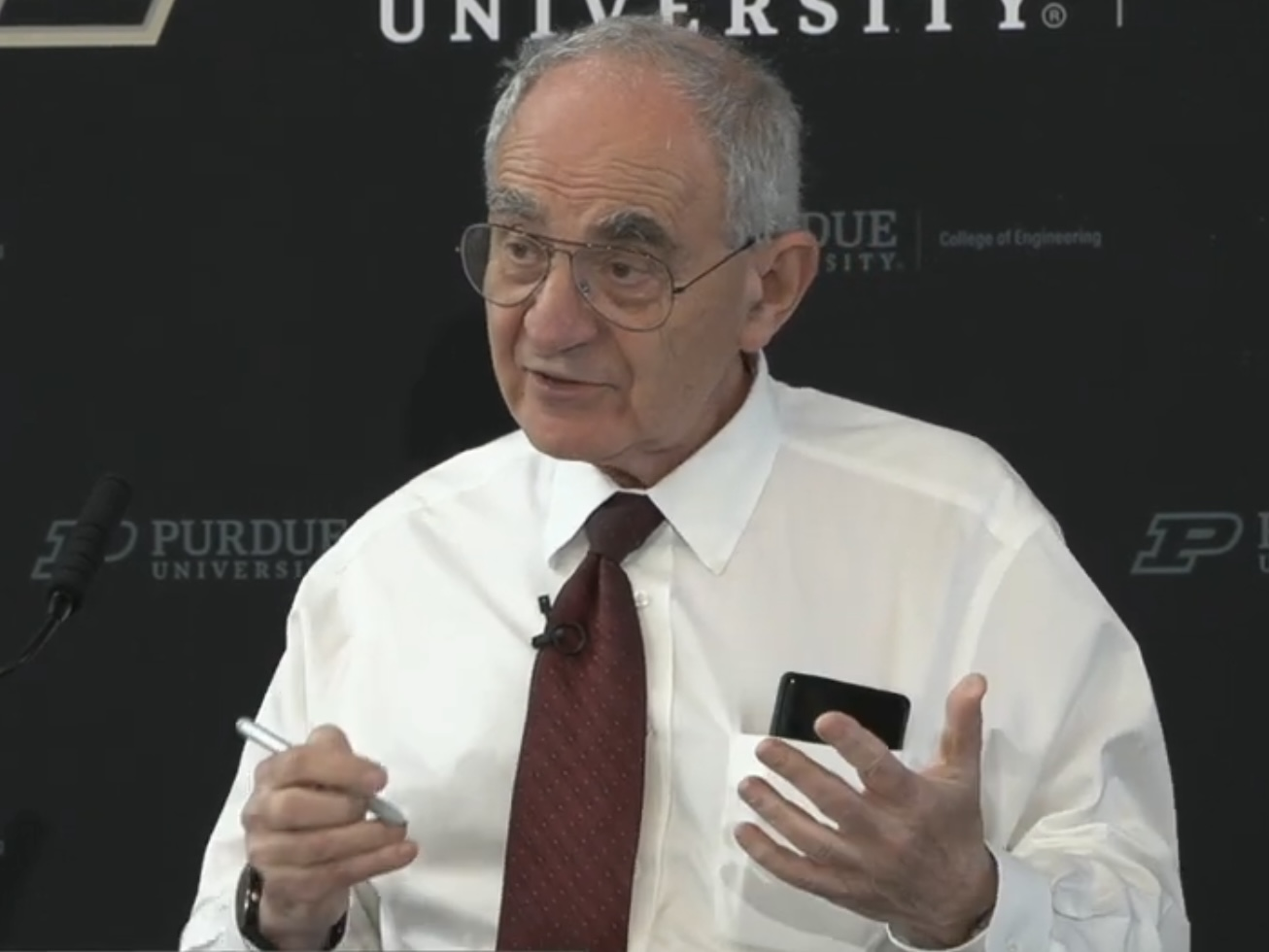
Eli Yablonovitch, 2024

Eli Yablonovitch (* 15. Dezember 1946 in Puch bei Hallein, Österreich) ist ein US-amerikanischer Physiker.

## Leben und Werk
Yablonovitch machte 1967 seinen Bachelor an der McGill University. Dann wechselte er an die Harvard University, wo er 1969 seinen Master machte und 1972 in angewandter Physik promoviert wurde. Dann arbeitete er zwei Jahre bei den Bell Laboratories, um als Assistenzprofessor (1974–76) und außerordentlicher Professor (1976–79) für angewandte Physik nach Harvard zurückzukehren. Anschließend forschte er bis 1984 beim Exxon Research Center über Solarzellen, dann bis 1993 bei Bellcore, wo er seit 1990 Direktor der Festkörperphysikforschung war. 1993 wurde er Professor für Elektroingenieurwesen an der University of California, Los Angeles. Seit 2007 ist er Professor an der University of California, Berkeley, seit 2021 ist er Professor emeritus.
Yablonovitch forscht auf dem Gebiet der nichtlinearen Optik. Er untersucht die Wechselwirkungen von Plasma und Laser und erfand 1987 photonische Kristalle. Außerdem beschäftigt er sich mit photonischer Bandstruktur, Plasmonen, Optoelektronik, optischer Hochgeschwindigkeitskommunikation, Quantencomputern und Quantenkommunikation.
2016 erhielt er den Oliver E. Buckley Preis für grundlegende Errungenschaften bei Solarzellen und Quantentopflasern (strained quantum well laser) und speziell für die Schaffung des Forschungsgebiets Photonische Kristalle, so dass er sowohl Grundlagenforschung als auch praktische Anwendungen verfolgte (Laudatio).

## Preise
- 1978 Adolph Lomb Medal (Optical Society of America)
- 1990 Research and Development 100 Award
- 1993 William Streifer Scientific Achievement award (IEEE)
- 1996 R. W. Wood Prize (Optical Society of America)
- 2001 Julius-Springer-Preis für angewandte Physik
- 2004 Ehrendoktorwürde der Königlich Technischen Hochschule Stockholm
- 2012 Harvey Prize (Technion Institute, Israel)[3]
- 2015 Isaac-Newton-Medaille (Institute of Physics)
- 2016 Oliver E. Buckley Condensed Matter Prize (American Physical Society)
- 2018 IEEE Edison Medal
- 2019 Benjamin Franklin Medal (Franklin Institute)
- 2019 Frederic Ives Medal

## Mitgliedschaften
- 1982 Optical Society of America
- 1990 American Physical Society
- 1992 Institute of Electrical and Electronics Engineers
- 2003 National Academy of Engineering
- 2003 National Academy of Sciences
- 2012 American Academy of Arts and Sciences
- 2013 Auswärtiges Mitglied der Royal Society[4]
- Eta Kappa Nu (seit 2010 Teilorganisation des Institute of Electrical and Electronics Engineers)